# 全日本スピードスケート距離別選手権大会
全日本スピードスケート距離別選手権大会（ぜんにほんスピードスケートきょりべつせんしゅけんたいかい）は、10月末頃に開催されるスピードスケートの大会であり、年によってはシーズンの初戦でもある。

## 概要
日本スケート連盟が主催。第24回からは開催地共催で行われている。また、第25回からはフジテレビがテレビ中継を行う関係で「フジテレビ杯」の授与が表彰式で行われる。
第23回までは信越放送が共催し、「SBC杯」として行われ、また、同局で中継された。
第5回（1998/1999シーズン）までは全日本種目別競技会という名称で全日本スプリント選手権と併催されていた。第6回（1999/2000シーズン）より、それまで別に行われていた「ワールドカップ派遣選手選考競技会」と融合、改称され、国内トップ選手が大挙参戦する重要な国内開幕大会となっている。
現在の実施種目は、男子が500m・1000m・1500m・3000m・5000m、女子が500m・1000m・1500m・3000m。

## 歴代優勝者
下表中、第5回までは（種）が「全日本種目別競技会」の、（W）が「ワールドカップ派遣選手選考競技会」の覇者を表す。

### 男子
| 回 | 開催年 | 開催地                   | 500m                             | 1000m                            | 1500m                                              | 3000m                              | 5000m                                              | 10000m                         | マススタート                             |
| -- | ------ | ------------------------ | -------------------------------- | -------------------------------- | -------------------------------------------------- | ---------------------------------- | -------------------------------------------------- | ------------------------------ | ---------------------------------------- |
| 1  | 1994   | 岡谷市                   | －                               | －                               | （種）丸子秀義（日本体育大学）                     | －                                 | （種）篠原淳晃（日本体育大学）                     |                                |                                          |
| 2  | 1995   | 帯広市                   | －                               | －                               | （種）野明弘幸（日本体育大学）                     | －                                 | （種）佐藤和弘（コクド）                           |                                |                                          |
| 3  | 1996   | 長野市                   | －                               | －                               | （種）田中慎也（専修大学）                         | －                                 | （種）野崎貴裕（日本大学）                         |                                |                                          |
| 4  | 1997   | 長野市                   | （W）堀井学（王子製紙）          | （W）堀井学（王子製紙）          | （W）青柳徹（東芝） （種）野崎貴裕（王子製紙）     | －                                 | （W）白幡圭史（コクド） （種）野崎貴裕（王子製紙） |                                |                                          |
| 5  | 1998   | （W）長野市 （種）岡谷市 | （W）清水宏保（NEC）             | （W）清水宏保（NEC）             | （W）白幡圭史（コクド） （種）井出良直（法政大学） | －                                 | （W）白幡圭史（コクド） （種）平田浩一（日本大学） |                                |                                          |
| 6  | 1999   | 長野市                   | 清水宏保（NEC）                  | 堀井学（PJMジャパン）            | 野明弘幸（長野県体育協会）                         | －                                 | 白幡圭史（コクド）                                 |                                |                                          |
| 7  | 2000   | 長野市                   | 清水宏保（NEC）                  | 清水宏保（NEC）                  | 今井裕介（メッツ）                                 | －                                 | 白幡圭史（コクド）                                 |                                |                                          |
| 8  | 2001   | 長野市                   | 武田豊樹（SHI）                  | 野明弘幸（長野県体育協会）       | 野明弘幸（長野県体育協会）                         | －                                 | 白幡圭史（コクド）                                 |                                |                                          |
| 9  | 2002   | 長野市                   | 川田知範（日本体育大学）         | 中嶋敬春（日本体育大学）         | 牛山貴広（明治大学）                               | －                                 | 平子裕基（明治大学）                               |                                |                                          |
| 10 | 2003   | 長野市                   | 加藤条治（三協精機）             | 小林正暢（山形県体育協会）       | 土井槙悟（早稲田大学）                             | －                                 | 平子裕基（明治大学）                               |                                |                                          |
| 11 | 2004   | 長野市                   | 加藤条治（日本電産三協精機）     | 小林正暢（山形県体育協会）       | 牛山貴広（エムウェーブ）                           | －                                 | 牛山貴広（エムウェーブ）                           |                                |                                          |
| 12 | 2005   | 長野市                   | 加藤条治（日本電産サンキョー）   | 今井裕介（群馬県スケート連盟）   | 今井裕介（群馬県スケート連盟）                     | 宮崎今佐人（緑陽会）               | 平子裕基（音更トラクター工業）                     |                                |                                          |
| 13 | 2006   | 長野市                   | 長島圭一郎（日本電産サンキョー） | 長島圭一郎（日本電産サンキョー） | 杉森輝大（吉羽木材）                               | 安田直樹（日本体育大学）           | 平子裕基（開西病院）                               |                                |                                          |
| 14 | 2007   | 長野市                   | 加藤条治（日本電産サンキョー）   | 中嶋敬春（日本体育大学研究員）   | 平子裕基（開西病院）                               | －                                 | 平子裕基（開西病院）                               |                                |                                          |
| 15 | 2008   | 長野市                   | 長島圭一郎（日本電産サンキョー） | 長島圭一郎（日本電産サンキョー） | 長島圭一郎（日本電産サンキョー）                   | －                                 | 出島茂幸（水戸開研）                               |                                |                                          |
| 16 | 2009   | 長野市                   | 加藤条治（日本電産サンキョー）   | 杉森輝大（吉羽木材）             | 杉森輝大（吉羽木材）                               | －                                 | 平子裕基（開西病院）                               |                                |                                          |
| 17 | 2010   | 長野市                   | 長島圭一郎（日本電産サンキョー） | 長島圭一郎（日本電産サンキョー） | 小田卓朗（山形中央高校）                           | 近藤太郎（駒大附属苫小牧高校）     | 在家範将（日本大学）                               |                                |                                          |
| 18 | 2011   | 長野市                   | 長島圭一郎（日本電産サンキョー） | 長島圭一郎（日本電産サンキョー） | 小田卓朗（早稲田大学）                             | 大林昌仁（佐久長聖高校）           | 平子裕基（開西病院）                               |                                |                                          |
| 19 | 2012   | 長野市                   | 加藤条治（日本電産サンキョー）   | 羽賀亮平（日本電産サンキョー）   | 近藤太郎（駒大附属苫小牧高校）                     | 大林昌仁（佐久長聖高校）           | 在家範将（田名部組）                               |                                |                                          |
| 20 | 2013   | 長野市                   | 加藤条治（日本電産サンキョー）   | 山中大地（電算）                 | 中村奨太（ロジネットジャパン）                     | ウィリアムソン師円（山形中央高校） | ウィリアムソン師円（山形中央高校）                 | 小川拓朗（白樺学園高校）       |                                          |
| 21 | 2014   | 長野市                   | 及川佑（大和ハウス工業）         | 羽賀亮平（日本電産サンキョー）   | ウィリアムソン師円（日本電産サンキョー）           |                                    | ウィリアムソン師円（日本電産サンキョー）           |                                | 土屋良輔（専修大学）                     |
| 22 | 2015   | 長野市                   | 羽賀亮平（日本電産サンキョー）   | 大和田司 （味のちぬや）          | 小田卓朗（早稲田大学）                             | 大竹拓三 （法政大学）              | 横山碧生 （山形中央高）                            | 小川拓朗（abcdrug）            | 小川拓朗（abcdrug）                      |
| 23 | 2016   | 長野市                   | 村上右磨 （村上電気）            | 中村駿佑 （EH株式会社）          | 中村奨太（ロジネットジャパン）                     | 東城拓也（ダイチ）                 | ウィリアムソン師円（日本電産サンキョー）           | 土屋良輔（専修大学）           | ウィリアムソン師円（日本電産サンキョー） |
| 24 | 2017   | 長野市                   | 山中大地（電算）                 | 小田卓朗（水戸開研）             | 小田卓朗（水戸開研）                               | 山本大史（明治大学）               | 土屋良輔（メモリード）                             | 土屋良輔（メモリード）         | 中村奨太（ロジネットジャパン）           |
| 25 | 2018   | 長野市                   | 新濱立也（高崎健大）             | 山田将矢（日本大学）             | 一戸誠太郎（ANA）                                  | 堀川翼（白樺学園高校）             | 一戸誠太郎（ANA）                                  | 土屋良輔（メモリード）         | 一戸誠太郎（ANA）                        |
| 26 | 2019   | 八戸市                   | 新濱立也（高崎健大）             | 新濱立也（高崎健大）             | ウィリアムソン師円（日本電産サンキョー）           | －                                 | 土屋良輔（メモリード）                             | 伊藤貴浩（日本電産サンキョー） | ウィリアムソン師円（日本電産サンキョー） |
| 27 | 2020   | 長野市                   | 村上右磨 （高堂建設）            | 新濱立也（高崎健大）             | 一戸誠太郎（ANA）                                  | －                                 | 一戸誠太郎（ANA）                                  | 蟻戸一永 （専修大学）          | 菊池耕太（白樺学園高）                   |
| 28 | 2021   | 長野市                   | 森重航 （専修大学）              | 小島良太 （エムウェーブ）        | 一戸誠太郎（ANA）                                  | －                                 | 一戸誠太郎（ANA）                                  | 土屋良輔（メモリード）         | 吉澤柊威（小海高）                       |
| 29 | 2022   | 長野市                   | 村上右磨 （高堂建設）            | 野々村太陽 （専修大学）          | 野々村太陽 （専修大学）                            | －                                 | 土屋良輔（メモリード）                             | 伊藤貴浩（白銅）               | 菊池耕太（恵仁会）                       |
| 30 | 2023   | 長野市                   | 新濱立也（高崎健大）             | 山田和哉（高崎健大）             | 一戸誠太郎（ANA）                                  | －                                 | 一戸誠太郎（ANA）                                  | 土屋良輔（メモリード）         | 菊池耕太（恵仁会）                       |
| 31 | 2024   | 長野市                   | 新濱立也（高崎健大）             | 新濱立也（高崎健大）             | 野々村太陽 （博慈会）                              | －                                 | 一戸誠太郎（ANA）                                  | 一戸誠太郎（ANA）              | 佐々木翔夢（明治大学）                   |
|    |        |                          |                                  |                                  |                                                    |                                    |                                                    |                                |                                          |

### 女子
開催地は男子と同じ。
| 回 | 開催年 | 500m                             | 1000m                            | 1500m                                                    | 3000m                                                  | 5000m                              | マススタート                     |
| -- | ------ | -------------------------------- | -------------------------------- | -------------------------------------------------------- | ------------------------------------------------------ | ---------------------------------- | -------------------------------- |
| 1  | 1994   | －                               | －                               | （種）小笠原みき（新王子製紙）                           | （種）小笠原みき（新王子製紙）                         |                                    |                                  |
| 2  | 1995   | －                               | －                               | （種）小笠原みき（新王子製紙）                           | （種）小笠原みき（新王子製紙）                         |                                    |                                  |
| 3  | 1996   | －                               | －                               | （種）野崎千春（三協精機）                               | （種）根本奈美（富士急行）                             |                                    |                                  |
| 4  | 1997   | （W）三宮恵利子（富士急行）      | （W）外ノ池亜希（アルピコ）      | （W）野崎千春（三協精機） （種）根本奈美（富士急行）     | （W）野崎千春（三協精機） （種）根本奈美（富士急行）   |                                    |                                  |
| 5  | 1998   | （W）三宮恵利子（富士急行）      | （W）三宮恵利子（富士急行）      | （W）田畑真紀（富士急行） （種）安田有希（日本体育大学） | （W）妹尾栄里子（アルピコ） （種）虎口貴子（王子製紙） |                                    |                                  |
| 6  | 1999   | 三宮恵利子（富士急行）           | 三宮恵利子（富士急行）           | 田畑真紀（富士急行）                                     | 田畑真紀（富士急行）                                   |                                    |                                  |
| 7  | 2000   | 三宮恵利子（富士急行）           | 三宮恵利子（富士急行）           | 田畑真紀（富士急行）                                     | 田畑真紀（富士急行）                                   |                                    |                                  |
| 8  | 2001   | 大菅小百合（三協精機）           | 田畑真紀（富士急行行）           | 田畑真紀（富士急行）                                     | 田畑真紀（富士急行）                                   |                                    |                                  |
| 9  | 2002   | 大菅小百合（三協精機）           | 外ノ池亜希（アルピコ）           | 田畑真紀（富士急行）                                     | 妹尾栄里子（アルピコ）                                 |                                    |                                  |
| 10 | 2003   | 新谷志保美（竹村製作所）         | 新谷志保美（竹村製作所）         | 田畑真紀（苫小牧スケート連盟）                           | 根本奈美（富士急行）                                   |                                    |                                  |
| 11 | 2004   | 吉井小百合（日本電産三協精機）   | 新谷志保美（竹村製作所）         | 田畑真紀（ダイチ）                                       | 田畑真紀（ダイチ）                                     |                                    |                                  |
| 12 | 2005   | 吉井小百合（日本電産サンキョー） | 岡崎朋美（富士急行）             | 田畑真紀（ダイチ）                                       | 石野枝里子（富士急行）                                 |                                    |                                  |
| 13 | 2006   | 大菅小百合（大和ハウス工業）     | 小平奈緒（信州大学）             | 田畑真紀（ダイチ）                                       | 大津広美（富士急行）                                   |                                    |                                  |
| 14 | 2007   | 吉井小百合（日本電産サンキョー） | 吉井小百合（日本電産サンキョー） | 田畑真紀（ダイチ）                                       | 田畑真紀（ダイチ）                                     |                                    |                                  |
| 15 | 2008   | 吉井小百合（日本電産サンキョー） | 吉井小百合（日本電産サンキョー） | 小平奈緒（信州大学）                                     | 大津広美（富士急行）                                   |                                    |                                  |
| 16 | 2009   | 小平奈緒（相澤病院）             | 小平奈緒（相澤病院）             | 小平奈緒（相澤病院）                                     | 穂積雅子（ダイチ）                                     |                                    |                                  |
| 17 | 2010   | 小平奈緒（相澤病院）             | 小平奈緒（相澤病院）             | 石野枝里子（日本電産サンキョー）                         | 穂積雅子（ダイチ）                                     |                                    |                                  |
| 18 | 2011   | 小平奈緒（相澤病院）             | 小平奈緒（相澤病院）             | 小平奈緒（相澤病院）                                     | 石野枝里子（日本電産サンキョー）                       |                                    |                                  |
| 19 | 2012   | 小平奈緒（相澤病院）             | 小平奈緒（相澤病院）             | 小平奈緒（相澤病院）                                     | 穂積雅子（ダイチ）                                     |                                    |                                  |
| 20 | 2013   | 小平奈緒（相澤病院）             | 小平奈緒（相澤病院）             | 菊池彩花（富士急行）                                     | 髙木菜那（日本電産サンキョー）                         | 穂積雅子（ダイチ）                 |                                  |
| 21 | 2014   | 辻麻希（開西病院）               | 小平奈緒（相澤病院）             | 髙木菜那（日本電産サンキョー）                           | 髙木菜那（日本電産サンキョー）                         |                                    | 髙木美帆（日本体育大学）         |
| 22 | 2015   | 小平奈緒（相澤病院）             | 菊池彩花（富士急行）             | 押切美沙紀（富士急行）                                   | 菊池彩花（富士急行）                                   | 藤村祥子（美十）                   | 髙木菜那（日本電産サンキョー）   |
| 23 | 2016   | 小平奈緒（相澤病院）             | 小平奈緒（相澤病院）             | 髙木美帆 （日本体育大学）                                | 髙木美帆 （日本体育大学）                              | 松岡芙蓉（富士急行）               | 髙木菜那（日本電産サンキョー）   |
| 24 | 2017   | 小平奈緒（相澤病院）             | 髙木美帆 （日本体育大学）        | 髙木美帆 （日本体育大学）                                | 髙木美帆 （日本体育大学）                              | 松岡芙蓉（富士急行）               | 髙木美帆（日本体育大学）         |
| 25 | 2018   | 小平奈緒（相澤病院）             | 髙木美帆 （日本体育大学）        | 髙木美帆 （日本体育大学）                                | 髙木美帆 （日本体育大学）                              | 酒井寧子（茨城県競技力本部）       | 酒井寧子（茨城県競技力本部）     |
| 26 | 2019   | 小平奈緒（相澤病院）             | 髙木美帆 （日本体育大学）        | 髙木美帆 （日本体育大学）                                | 髙木美帆 （日本体育大学）                              | ウィリアムソンレミ（大東文化大学） | 小山香月（日本電産サンキョー）   |
| 27 | 2020   | 小平奈緒（相澤病院）             | 髙木美帆 （日本体育大学）        | 髙木美帆 （日本体育大学）                                | 押切美沙紀（富士急行）                                 | ウィリアムソンレミ（大東文化大学） | 百瀬愛美（信州上諏訪温泉浜の湯） |
| 28 | 2021   | 小平奈緒（相澤病院）             | 髙木美帆 （日本体育大学）        | 髙木美帆 （日本体育大学）                                | 髙木美帆 （日本体育大学）                              | 酒井寧子（富士急行）               | 小坂凛（三重県スポーツ協会）     |
| 29 | 2022   | 小平奈緒（相澤病院）             | 髙木美帆 （日本体育大学）        | 髙木美帆 （日本体育大学）                                | 髙木美帆 （日本体育大学）                              | 堀川桃香（富士急行）               | 佐藤綾乃（ANA）                  |
| 30 | 2023   | 稲川くるみ（光文堂ｲﾝﾀｰﾅｼｮﾅﾙ）    | 髙木美帆（TOKIOインカラミ）      | 髙木美帆（TOKIOインカラミ）                              | 堀川桃香（富士急行）                                   | 堀川桃香（富士急行）               | 堀川桃香（富士急行）             |
| 31 | 2024   | 吉田雪乃（寿広）                 | 髙木美帆（TOKIOインカラミ）      | 髙木美帆（TOKIOインカラミ）                              | 髙木美帆（TOKIOインカラミ）                            | 堀川桃香（富士急行）               | 堀川桃香（富士急行）             |
|    |        |                                  |                                  |                                                          |                                                        |                                    |                                  |